# 七瀬理香
七瀬 理香（ななせ りか、1975年7月27日 - ）は、日本のタレントである。

## 略歴・人物
- 数年間のグラビア活動を経て1994年水谷 リカの名でAV女優としてデビュー。
- 当時の事務所は飯島愛と同じくオフィスレオに所属していた。
- 所属事務所を移籍し、芸名を七瀬 理香に改名。
- 1996年、『激走戦隊カーレンジャー』（テレビ朝日）で女優デビュー。
- 趣味:読書[3]
- 特技:水泳[3]

## 出演作品

### アダルトビデオ
これらは全て「水谷リカ」名義。
1994年
- デカメロンプリンセス とれたての19歳（1994年9月15日、クリスタル映像） - デビュー作
- 激射のクィーン（1994年10月4日、シーツーコーポレーション）
- デカメロンプリンセス 2 リカはピチピチ（1994年10月25日、クリスタル映像）
- デカメロンプリンセス 3 おっぱいがウフフ（1994年11月15日、クリスタル映像）
- 乳神 私が頬張りメロンちゃん（1994年12月2日、アリスJAPAN）

1995年
- 乳痙攣（1995年2月17日、アリスJAPAN）
- 弱肉強乳（1995年3月24日、アリスJAPAN）
- 巨乳悩殺 ボンテージにはまった女（1995年4月28日、アリスJAPAN）
- 不法侵乳 4（1995年5月19日、マックス・エー）
- 爆乳アニマル（1995年6月16日、マックスエー）
- オールヌード 禁断の温もり（1995年7月29日、アトラス21）
- 唇・ワイセツ志願（1995年8月26日、アトラス21）
- NEO出血大制服 14（1995年9月16日、アトラス21）
- AVアイドル伝説（1995年10月13日、アトラス21）
- スーパー女教師水谷リカのセクシースクールウォーズ（1995年11月10日、アトラス21）

1996年
- アダルトビデオ100連発!! アトラス21編（1996年1月1日、アトラス21）…他出演：城麻美・日吉亜衣・麻宮淳子・宮木汐音 他
- 新妻狂乱眠れない夜（1996年1月16日、アトラス21）
- 伝説崩壊（1996年2月19日、トライハートコーポレーション）
- 乳辱無限大 野獣の証し（1996年3月15日、アトラス21）
- NEO出血大制服 スーパー・コレクション 2（1996年4月26日、アトラス21）…他出演：水原美々・矢吹まりな・宮木汐音・麻宮淳子 他 全7名
- ファイナルライヴ（1996年5月30日、アトラス21） - 引退作
- GORGEOUS（1996年8月30日、アトラス21）…他出演：宮木汐音・日吉亜衣・桜樹ルイ 他

1998年
- 口唇伝説（1998年、メディアバンク MBV-005）VHS …他出演：大友梨奈・藤崎あやか・鮎川真理 他 全16名

1999年
- 女神の巨乳 2（1999年、メディアバンク）…他出演：麻宮淳子・山咲あかり 他

2000年
- 不法侵乳 ダイジェスト版（2000年1月1日、マックスエー）…他出演：沢木まゆみ・藤崎彩花・可愛あずさ 他
- 口唇伝説（2000年2月25日、メディアバンク ARD-009）DVD …他出演：みなみありす・大友梨奈・藤崎あやか・鮎川真理 他 全25名
- 女神 VOL.1（2000年2月25日、メディアバンク）…他出演：瞳リョウ・水谷リカ・三浦あいか・鈴木麻奈美 他
- 美乳 GOLD（2000年5月26日、メディアバンク）…他出演：草凪純・細川百合子・緒方れいな
- バニー（2000年6月16日、メディアバンク ARD-021）…他出演：倉田千佳・天野未来・君矢摩子・矢吹まりな・川奈由依・日吉亜衣・若菜瀬奈・川浜なつみ 他
- アトラス MEGA-MIX 2（2000年11月17日、アトラス21）…他出演：金沢文子・小林ひとみ・有賀美穂・草凪純 他

2001年
- NEO出血大制服完全版 2（2001年2月9日 VHS、4月20日 DVD、アトラス21）…他出演：川浜なつみ・広末奈緒・桜井風花・岡崎美女 他 全22名
- AV SUPER Vol.8（2001年8月24日、アトラス21）…他出演：椎名真希
- AV2000 Vol.1（2001年8月24日、メディアバンク）…他出演：みなみありす・鈴木麻奈美・瞳リョウ・若菜瀬菜 他
- Sweet バニーCLUB（2001年11月13日、アトラス21）…他出演：小沢まどか・若菜瀬奈・可愛あずさ・三浦あいか 他
- オールヌード～禁断の温もり（2001年11月23日、アトラス21）

2002年
- A.I. ATLAS INTEGRAL（2002年6月21日、アトラス21）…他出演：しいな純菜・ひろせまなつ・みなみありす・葵みのり 他 全50名
- ノーカット4時間!! 水谷リカ（2002年8月9日、アリスJAPAN）＊「乳神」「乳痙攣」「弱肉強乳」「巨乳悩殺」を収録
- Atlas Adult Actress Vol.2 17人の謝激祭（2002年10月11日、アトラス21）…他出演：金沢文子・しいな純菜・ひろせまなつ・可愛ゆう 他

2003年
- 女教師の誘惑（2003年1月18日、メディアバンク）…他出演：藤谷しおり・岡崎美女・嶋田琴美 他
- SUPERおしゃぶり大図鑑 4時間DX（2003年1月24日、メディアバンク）…他出演：メイファ・持田あゆみ・鈴木麻奈美 他
- 18人の美乳姫たち（2003年8月29日、笠倉出版社）…他出演：瞳リョウ・月野しずく 他
- NEO出血大制服ノーカット Vol.4（2003年8月29日、アトラス21）…他出演：宮木汐音・川奈ゆい・水原美々
- BEST4時間 水谷リカ（2003年9月26日、アトラス21）＊「オールヌード」「唇・ワイセツ志願」「AVアイドル伝説」「新妻狂乱眠れない夜」を収録
- THE 巨乳 Fucker 4時間（2003年10月24日、メディアバンク）…他出演：鮎川あみ・藤崎彩花・桜樹ルイ 他 全30名

2004年
- ATLAS TWENTY ONE（2004年8月20日、アトラス21）…他出演：小林ひとみ・あいだもも・うさみ恭香・しいな純菜 他 全60名

2005年
- CLUB MAX 水谷リカ（2005年6月21日、マックスエー）
- BEST OF 240 COLLECTION（2005年10月28日、アトラス21）…他出演：岡崎美女・宮木汐音・美穂由紀 他

2006年
- ヴィンテージシックス（2006年12月27日、アトラス21）…他出演：瞳リョウ・岡崎美女・美穂由紀 他
- 淫獣教師 実写版 DVD-BOX（2009年6月26日、ピンクパイナップル）＊淫獣教師 実写版 1～5
- 黄金伝説 水谷リカの原点（2009年7月24日、マックスエー）
- スターファイル 水谷リカ（2009年12月30日、マキシング）
- NEO出血大制服ノーカット Vol.4 THE☆永久保存版（2014年6月30日、アトラス21）…他出演：宮木汐音・川奈ゆい・水原美々
- ヴィンテージシックス 永久保存版（2015年12月30日、アトラス21）…他出演：瞳リョウ・岡崎美女・美穂由紀 他

発売年不明
- いっぱいコイてね（ROSE RS-35）VHS

### イメージビデオ
- fruits（1995年10月4日、ステアー・ビデオ）＊金沢なな・藤谷かな とのオムニバス ※水谷リカ名義

### テレビ

#### ドラマ
- 激走戦隊カーレンジャー（1996年3月1日 - 1997年2月7日、テレビ朝日、制作:東映）ゾンネット 役[4]
- 世にも奇妙な物語 春の特別編（1996年3月25日、フジテレビ）
- ストーカー・誘う女 第1話 第2話 第6話（1997年1月9日 - 3月20日、TBS・木曜ドラマ）
- オマタかおる（1997年7月5日 - 8月16日、テレビ朝日・ウィークエンドドラマ）秘書 役[4]
- 名探偵・明智小五郎 江戸川乱歩の「陰獣」（1998年3月7日、テレビ朝日・土曜ワイド劇場、制作:松竹）

#### バラエティ
- タモリのSuperボキャブラ天国（フジテレビ）投稿ネタVTR出演
- スーパージョッキー（日本テレビ）初代熱湯ギャルズ ※水谷リカ名義[5]
- ギルガメッシュないと（テレビ東京）※水谷リカ名義
- ウッチャンナンチャンの炎のチャレンジャー これができたら100万円!!（テレビ朝日）
- ドキッ!丸ごと水着!女だらけの水泳大会15（フジテレビ）

### オリジナルビデオ
- 淫獣教師 II（1995年、ピンクパイナップル）監督:清水厚 ※水谷リカ名義[4][6]
- 淫獣教師 III（1996年、ピンクパイナップル）監督:服部光則 ※水谷リカ名義[4][7]
- てやんでいBaby（11996年、ケイエスエス）監督:藤得悦[8]
- 激走戦隊カーレンジャー1（1996年5月21日、東映）監督:小林義明
- 激走戦隊カーレンジャー2 ニューパワー結集! RVロボ＆シグナルマン（1996年7月21日、東映）監督:渡辺勝也
- 激走戦隊カーレンジャーVSオーレンジャー（1997年3月14日、東映）監督:坂本太郎 - ゾンネット 役

### 映画
- 1・2の三四郎（1995年7月15日、東宝）監督:市川徹 - 小野ルミ 役 ※水谷リカ名義[9]

### ゲーム
- 湾岸デッドヒート（1995年12月15日、パック・イン・ビデオ、セガサターン）セガサターン用レースゲーム ※水谷リカ名義

## 音楽

### シングル
- 夢見るゾンネット（1996年6月21日、コロムビアミュージックエンタテインメント/日本コロムビア）CODC-961 ＊「激走戦隊カーレンジャー」挿入歌[10]

## 出版

### 写真集
- 水谷リカ写真集 PASSION（1994年10月30日、光文社）撮影:井ノ元浩二
- 水谷リカ写真集 RIKA（1995年6月1日、パパラブックス）撮影:小野麻早

### 雑誌
- FLASH 1994年9月13日号（光文社）
- ザ・ベストヌードセレクション THE SPARK GIRLS Vol.6（1994年10月10日、KKベストセラーズ）全22名
- FRIDAY SPECIAL 1994年10月11日号（講談社）
- FLASH EXCITING 1994年11月14日号、1995年8月31日号（光文社）
- おとこの遊び専科 1994年12月号（青人社）
- 宝島 1995年1月25日号、1996年9月4日号（宝島社）
- GOKUH 1995年1月号（英知出版）
- Bejeans 1995年2月15日号、4月1日号、8月15日号、1996年2月15日号（英知出版）
- WEEKLY プレイボーイ 1995年4月4日号（集英社）
- BIG4 VOL.18 競写!清水清太郎×小沢忠恭×野村誠一×アリゾナ五郎（1995年7月14日、竹書房）
- BOYES 1995年9月号（英知出版）
- URECCO 1995年9月号（ミリオン出版）
- TOP TEN MATE 1995年9月号（若生出版）
- Girl Friends 1995年10月号（若生出版）
- ACTRESS 1995年10月号（リイド社）
- Beppin School 1995年10月号（英知出版
- 水谷リカのコスプレ野球拳 宝島MOOK Sexy Dolls 18（1995年11月5日、宝島社）※CD付
- デラべっぴん 1995年11月号（英知出版）
- ビデオボーイ 1995年11月号（英知出版）
- PHOTO SHOT Vol.13 ’95初脱ぎギャル12連発＆セクシー娘11人!（1996年1月15日、英知出版）
- PENTHOUSE DASH Vol.2（1996年3月24日、ぶんか社）
- VROW ＃1（?、メディアックス）